# Järkvissle
Järkvissle is een plaats in de gemeente Sundsvall in het landschap Medelpad en de provincie Västernorrlands län in Zweden. De plaats heeft 73 inwoners (2005) en een oppervlakte van 45 hectare. De plaats ligt aan de rivier de Indalsälven.